# اندی ماته
اندی ماته (انگلیسی: Andy Mate؛ ۱۹ مارس ۱۹۴۰ – ۱۳ مهٔ ۲۰۱۲) یک بازیکن فوتبال اهل مجارستان بود.
وی همچنین در تیم ملی فوتبال ایالات متحده آمریکا بازی کرده است.